# Severska dinastija
Severska dinastija ali Severi, rimska cesarska dinastija, ki je vladala od leta  193 do 235 našega štetja.
Zmeda okrog prestola, v kateri so pretorijanci prodajali cesarski položaj tistim, ki so jim več ponujali, se je po krvavi državljanski vojni končala z zmago guvernerja Panonije, surovega in neuničljivega Septimija Severa (193–211) iz severne Afrike. Okretni cesar se je obdal z modrimi svetovalci. Zasledoval ga je senat, ki ga ni podrl, on pa se je zanašal na vojake, ki jih je vezal nase z denarnimi nagradami in možnostmi napredovanja na visoke položaje. Njegova dinastična politika je pripeljala na prestol njegova sinova Karakala in Geta. Karakala se je poskušal priljubiti Rimu z graditvijo kopališč, a so ga zaradi njegove strahovlade umorili. Z zakonom Constitutio Antoniniana je leta 212 vsem svobodno rojenim prebivalcem v državi podelil rimsko državljanstvo. Nasledil ga je Elagabal (218–222), svečenik sirijskega boga sonca. Severa Aleksandra (222–235) so umorili vojaki, ko se je prišel na limes pogajat z Alemani.